# Seventeen (film, 1940)
 (septembre 2024).
La mise en forme du texte ne suit pas les recommandations de Wikipédia : il faut le « wikifier ».
Les points d'amélioration suivants sont les cas les plus fréquents :
- Les titres sont pré-formatés par le logiciel. Ils ne sont ni en capitales, ni en gras.
- Le texte ne doit pas être écrit en capitales (les noms de famille non plus), ni en gras, ni en italique, ni en « petit »…
- Le gras n'est utilisé que pour surligner le titre de l'article dans l'introduction, une seule fois.
- L'italique est rarement utilisé : mots en langue étrangère, titres d'œuvres, noms de bateaux, etc.
- Les citations ne sont pas en italique mais en corps de texte normal. Elles sont entourées par des guillemets français : « et ».
- Les listes à puces sont à éviter, des paragraphes rédigés étant largement préférés. Les tableaux sont à réserver à la présentation de données structurées (résultats, etc.).
- Les appels de note de bas de page (petits chiffres en exposant, introduits par l'outil «  Source ») sont à placer entre la fin de phrase et le point final[comme ça].
- Les liens internes (vers d'autres articles de Wikipédia) sont à choisir avec parcimonie. Créez des liens vers des articles approfondissant le sujet. Les termes génériques sans rapport avec le sujet sont à éviter, ainsi que les répétitions de liens vers un même terme.
- Les liens externes sont à placer uniquement dans une section « Liens externes », à la fin de l'article. Ces liens sont à choisir avec parcimonie suivant les règles définies. Si un lien sert de source à l'article, son insertion dans le texte est à faire par les notes de bas de page.
- La présentation des références doit suivre les conventions bibliographiques. Il est recommandé d'utiliser les modèles {{Ouvrage}}, {{Chapitre}}, {{Article}}, {{Lien web}} et/ou {{Bibliographie}}. Le mode d'édition visuel peut mettre en forme automatiquement les références.
- Insérer une infobox (cadre d'informations à droite) n'est pas obligatoire pour parachever la mise en page.

Pour une aide détaillée, merci de consulter Aide:Wikification.
Si vous pensez que ces points ont été résolus, vous pouvez retirer ce bandeau et améliorer la mise en forme d'un autre article.
Pour les articles homonymes, voir Seventeen.
Pour plus de détails, voir Fiche technique et Distribution.
Seventeen est un film américain en noir et blanc réalisé par Louis King, sorti en 1940.

## Synopsis
Les Baxter, famille de la classe moyenne, mènent une vie confortable et tranquille jusqu'à cet été où leurs voisins, les Parcher, accueillent une visiteuse de la grande ville, la belle Lola Pratt, dix-huit ans. Actrice en herbe, Lola parle comme un bébé et est au centre de l'attention partout où elle va. Elle captive instantanément William, le fils adolescent des Baxter, par sa beauté, ses manières coquettes et son accessoire omniprésent : un petit chien blanc nommé Flopit. À l'instar des autres jeunes de son entourage, William passe l'été à talonner Lola lors des pique-niques, des bals et des soirées, ce qui irrite sa famille et ses amis, qui ne partagent pas son opinion exaltée sur sa « dulcinée à la voix de bébé ».
William emprunte le tailleur de son père et le porte pour courtiser Lola le soir au domicile de la famille Parcher. Il lui écrit un piètre poème d'amour, recueille amoureusement les fleurs mortes qu'elle a touchées. Sa sœur Jane, dix ans, et Genesis, l'homme à tout faire noir des Baxter, persistent à  traiter William comme l'ado qu'il est et non comme l'adulte sérieux qu'il croit être devenu maintenant, au grand déplaisir de William. Les parents du jeune homme regardent avec tolérance et avec un petit sourire en coin l’état amoureux de leurs fils, en espérant qu’il "survivra".
Après un été qui, selon William, a changé sa vie pour toujours, Lola quitte la ville en train. Un saut en avant dans le temps montre que le jeune homme a effectivement "survécu" aux épreuves de l'adolescence.

## Fiche technique
- Titre : Seventeen
- Réalisateur : Louis King
- Scénariste : Agnes Christine Johnston (en), Stuart Palmer
  - d'après le recueil de nouvelles Seventeen (Tarkington novel) (en) de Booth Tarkington (1916)
- Musique : Charles Bradshaw, John Leipold
- Photographie : Victor Milner
- Montage : Arthur P. Schmidt
- Producteur : Stuart Walker
- Société de production et de distribution : Paramount Pictures
- Pays de production :  États-Unis
- Langue d'origine : anglais américain
- Format : noir et blanc — 35 mm — 1,37:1 — son : mono (Western Electric Mirrophonic Recording)
- Genre : comédie familiale
- Durée : 78 minutes
- Date de sortie : 1er mars 1940

## Distribution
- Jackie Cooper : William Sylvanus Baxter
- Betty Field : Lola Pratt
- Otto Kruger : Sylvanus Baxter
- Ann Shoemaker : Mary Baxter
- Norma Gene Nelson : la petite Jane Baxter
- Betty Moran : May Parcher
- Thomas W. Ross (en) : Edward P. Parcher
- Peter Lind Hayes (en) : George Cooper
- Buddy Pepper (en) : Johnnie Watson
- Donald Haines : Joe Bullitt
- Richard Denning : Jack
- Paul E. Burns : McGrill
- Hal Clements (en) : Wally Banks
- Edward Earle : garçon de café en chef
- Stanley Price (en) : garçon de café
- Joey Ray : chef d'orchestre
- Fred 'Snowflake' Toones : Genesis
- Hattie Noel : Adella